# کوستادین دیاکوف
کوستادین دیاکوف (بلغاری: Костадин Дяков؛ زادهٔ ۲۲ اوت ۱۹۸۵) بازیکن فوتبال اهل بلغارستان است.
از باشگاه‌هایی که در آن بازی کرده است می‌توان به باشگاه فوتبال بوتو پلوودیو و باشگاه فوتبال لفسکی صوفیه اشاره کرد.